# هالة نور
هالة نور  مطربة تونسية ولدت في الثامن عشر من شهر يناير بمدينة قفصة بجنوب تونس، بدأت مشوارها الغنائي وهي في سن الخامسة عشر ودرست الموسيقى في تونس العاصمة وحينما كبرت حصلت على عضوية نقابة الموسيقيين التونسية وشاركت في المهرجانات الغنائية التي تقيمها وزارة الثقافة التونسية، كما غنت مع مطربين كبار ومعروفين هم صباح فخري، صابر الرباعي، رامي عياش، وائل جسار، مروان خورى في حفلات جماهيرية كبيرة، عام 2007 أطلقت عليها الصحافة التونسية لقب «شحرورة تونس» بعد أن قدمت عرضآ غنائيآ بالمسرح البلدى بتونس قدمت فية أشهر أغنيات الفنانة صباح باقتدار وتمكن، تلقت عرضآ من شركة رواسى للإنتاج التلفزيونى وتقابلت مع رئيس مجلس إدارة الشركة الشيخ فايز بن دمخ الذي اختارها لتقديم برنامج «مغنى» على قناة رواسى بالكويت وهو برنامج غنائي أستضافت فية عددآ من كبار المطربين في الوطن العربى وشاركتهم الغناء في الحلقات، عادت لتونس بعد ثلاث سنوات من العمل بالكويت لتسجل ست أغنيات لتضمنهم البومها الأول الذي يعد باكورة إنتاج شركة بوب برودكشن وهي شركة مصرية - مغربية، تعاونت في البومها الأول مع عدد من الشعراء الغنائيين المتميزين منهم ناصر الجيل وحمدية التيتى الملحنين المتميزين منهم محمود خيامي وحمدي رأفت وعدد من الموزعين المتميزين منهم مدحت خميس و حازم رأفت (موزع موسيقي) بعد أن حققت نجومية وشهرة كبيرة في بلدها تونس حضرت إلى مصر من أجل زيادة الانتشار على مستوى الوطن العربى ككل